# Belathur, Gauribidanur
Belathur là một làng thuộc tehsil Gauribidanur, huyện Kolar, bang Karnataka, Ấn Độ.